# Церемонія відкриття чемпіонату світу з футболу 2010
Церемонія відкриття чемпіонату світу з футболу 2010 року відбулася 11 червня 2010 року на стадіоні Соккер-Сіті в Йоганнесбурзі, за дві години до матчу відкриття турніру. Вона тривала 40 хвилин, за які на стадіоні з'явилися  1500 виконавців, у тому числі Тандісва Мазваї, Тімоті Молої, Х'ю Маскела, Халед, Фемі Куті, Osibisa, R. Kelly,  Hip Hop Pantsula та Soweto Gospel Choir. 
За церемонією відкриття в телеефірі спостерігали близько 500 млн осіб з 215 країн. Ще 85 тис. змогли побачити її безпосередньо на стадіоні.
Екс-президент ПАР Нельсона Мандели, хоч і планувалося, але не був присутній на шоу у зв'язку з загибеллю в автоаварії його 13-річної правнучки Зенані. Тим не менш у ході шоу глядачі змогли побачити відеозвернення Мандели, де він привітав футболістів та вболівальників.
Почесними гостями, які брали участь у церемонії разом з президентом ФІФА Зеппом Блаттером і президентом Південної Африки Джейкобом Зумою, стали релігійний діяч ПАР Десмонд Туту, генеральний секретар ООН Пан Гі Мун, президент Мексики Феліпе Кальдерон і принц Монако Альбер ІІ. 
В ході театралізованого шоу африканці, одягнені в національний одяг, виконали традиційний танець під барабани, після чого ковдрами вистелили карту ПАР, а потім — карту світу. 
Знаменитий Роберт Келлі у супроводі Soweto Spiritual Singers виконав Sign of a Victory - офіційний гімн чемпіонату. На завершення церемонії 300 дітей винесли прапори 32 країн, команди яких беруть участь у турнірі.